# Österviks kapell
Österviks kapell är en kyrkobyggnad i Östervik vid Varnumsviken omkring 6  kilometer från Kristinehamns centrum.

## Kyrkobyggnaden

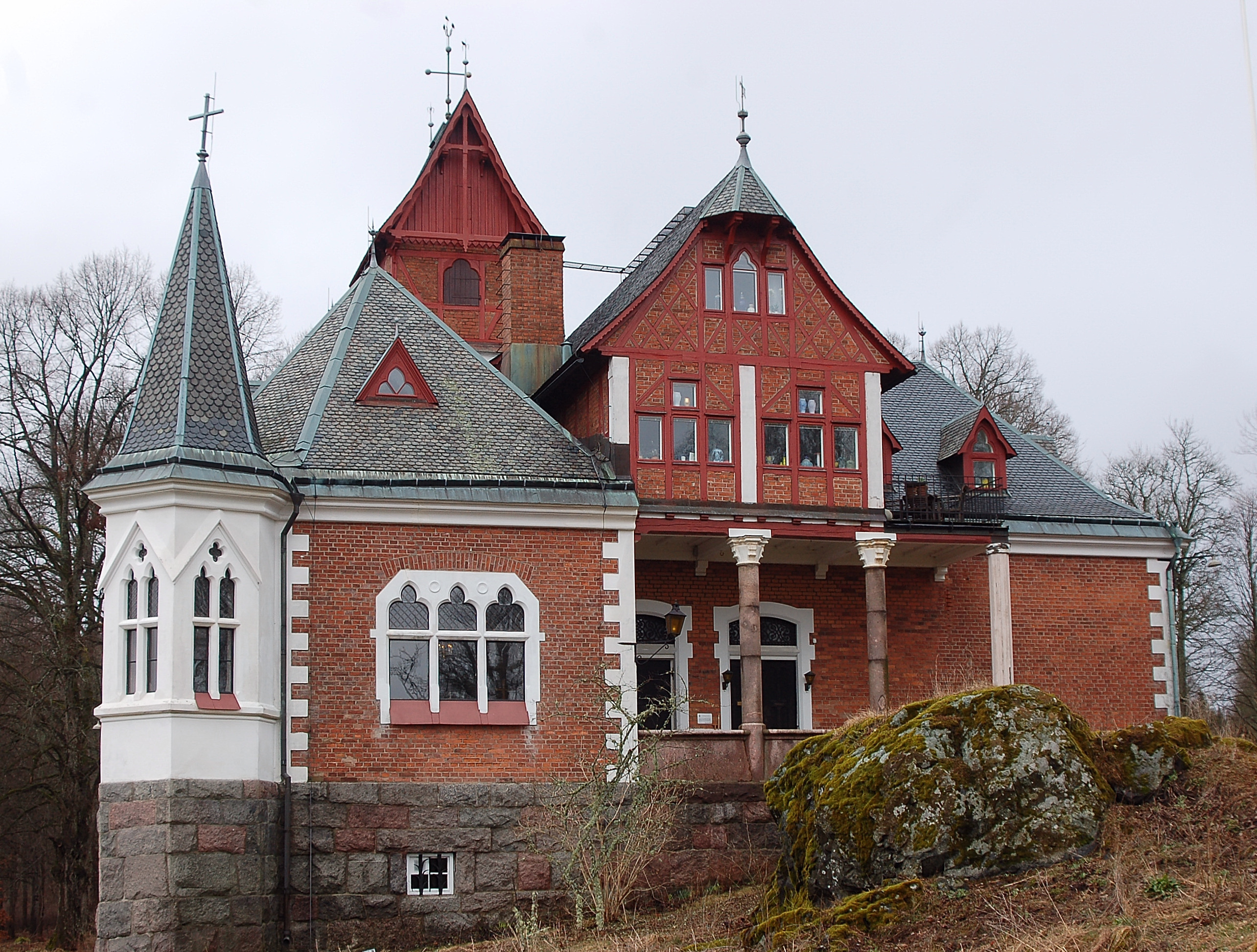
Fasaden åt söder

Kapellet ritades av ingenjören Julius Frosell i medeltidsinspirerad nygotisk stil på beställning av greveparet Ida och Rudolf Adlersparre, som fram till 1886 var bosatta på Gustavsviks herrgård i närheten. Det är uppfört i rött tegel och granit och stod färdigt 1872. Förutom kyrksal, med plats för 200 personer, idag begränsas antalet till 110 personer enligt brandskyddsbestämmelser, och en skolsal för 70 barn på övervåningen, finns präst- och lärarbostad som idag är renoverade och uthyrda, samt i källarplanet ett skolkök och landets första skolbarnsbespisning till barnen som fick sin utbildning här.
Till anläggningen hörde dessutom ladugård, mejeri, brygghus, vedbod och bastu, allt i särskilda byggnader. Mejeribyggnaden är ännu bevarad, dock brann byggnaden 1939 men är idag renoverad och innehåller ett museum över skulptören Erik Rafael-Rådbergs verk. Även ett ålderdomshem var planerat, men blev inte uppfört. Kapellet tillhörde Gustavsviks herrgård, men var upplåtet till Varnums socken för gudstjänst- och skoländamål. Från 1877 och flera år framåt bodde i kapellet den ende stationerade kapellpredikanten, Andreas Fernholm (1840–1892), då ännu präst, men senare känd från svensk frikyrkohistoria.
Mellan 1922 och 1963 ägdes kapellet och mejeriet i kapellparken av skulptören Eric Rafael-Rådberg (1881–1961), som använde mejeriet till ateljé och kapellet som bostad. Kristinehamnsbördige John Engvall (1902–1988), då komminister i Värmskog, bildade 1963 Österviks kapellstiftelse, som efter Rafael-Rådbergs dödsbo blev ägare till fastigheterna och som räddade dem från förfall. En riksomfattande insamlingsaktion ekonomiserade företaget. År 1969 återinvigdes kapellet för kyrkliga verksamheter och Engvall var därefter med sin maka bosatt i den gamla prästbostaden. Idag används kapellet till dop, bröllop och konserter och miljön är museum. År 1995 blev kapellet med kringliggande miljö byggnadsminne.